# Lengyelska kultura
Lengyelska kultura je naziv za više kasnoneolitičkih i ranoeneolitičkih kultura raširenih na području zapadne Mađarske, jugozapadne Slovačke i Moravske te dijela Austrije, Slovenije i sjeverozapadne Hrvatske. Nastala je na temeljima linearnotrakaste keramike, uz utjecaje s juga i jugoistoka, odnosno sopotske i vinčanske kulture.

Ovu kulturu čini više manjih kultura:
- Lužianky-Se,
- moravsko-slovačka slikana keramika,
- kulture Zengövárkony,
- Ludanice

...te niz kasnih regionalnih tipova. Ozalj je jedino nalazište regionalne inačice u Hrvatskoj.
U Austriji i Slovačkoj postoje naselja okružena dvostrukim ili višestrukim dubokim rovovima u obliku koncentričnih kružnica nedovoljno istražene namjene. Mlađa se naselja nalaze na povišenim, prirodno zaštićenim položajima. Iako se u naseljima i u grobovima mogu naći i metalni predmeti, metalurgija još nije bila razvijena.